# Колпна
Колпна (рос. Колпна) — смт у Колпнянському районі Орловської області Російської Федерації.
Населення становить 5432 особи. Входить до муніципального утворення міське поселення Колпна.

## Історія
Населений пункт розташований у межах Чорнозем'я та історичного Дикого Поля. Від 30 липня 1928 року у складі Курського округу Центрально-Чорноземної області, 13 червня 1934 року після ліквідації Центрально-Чорноземної області населений пункт увійшов до складу новоствореної Курської області.
З 27 вересня 1937 року в складі новоствореної Орловської області.
Від 2013 року входить до муніципального утворення міське поселення Колпна.

## Населення
| 1939  | 1959  | 2002  | 2009  | 2010  | 2012  | 2013  |
| ----- | ----- | ----- | ----- | ----- | ----- | ----- |
| 1123  | ↗1316 | ↗7177 | ↗7286 | ↘6614 | ↘6420 | ↘6239 |
| 2014  | 2015  | 2016  | 2017  | 2018  |       |       |
| ↘6016 | ↘5850 | ↘5767 | ↘5628 | ↘5575 |       |       |